# Сува игла
Сува игла (фр. pointe-sèche, енгл. dry point) је графичка техника дубоке штампе, добијена механичком методом директног гравирања у металну плочу, карактеристична по својим баршунастим линијама.

## Историјат
Гравирање сувом иглом је познато још у XV веку. Као самостална техника се појављује око 1480. године. У почетку, она је служила као почетна фаза у бакрорезу. Због немогућности високог тиража, малобројни су примери први радова овом техником. Уметници зато најчешће користе суву иглу у комбинацији са другим техникама. Такве примере налазимо код Рембранта (1606—1669), Жака Калоа (1592—1635), Франциска Гоје (1746—1828). Примере употребе чисте суве игле налазимо рецимо код Огиста Родена (1840—1917), Џејмс Макнил Вистлера (1834—1903) или Жака Вилона (1875—1963).

## Принцип
Сува игла је врло атрактивна и популарна графичка техника непосредног урезивања линија у површину металне плоче. Овом техником се постиже отисак са врло сочном графичком сликом, компонованом од изражајних контраста и баршунастих линија. Графички поступак је директан, непосредан и економичан. Ова техника налази своју примену и као допуна при обликовању и корекцији у другим техникама дубоке штампе, бакропису, бакрорезу, итд. Класичан материјал је бакарна или цинкана плоча која се гравира оштро брушеним и различито профилираним челичним иглама.
Јачим или слабијим притиском игле остварује се дубља или плића линија. Изражајност зависи и од угла гравирања: угао од 90 степени даје већу сочност отиску јер ствара линију са двоструком браздом. Због осетљивости добијених бразди на притисак пресе, ова техника није погодна за остварење великог тиража.